# Freestyle (forspaddling)

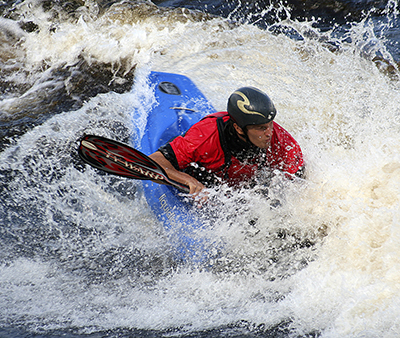
Freestylepaddlare fångad mitt i ett trick

Freestyle är inom forspaddling en tävlingsform där paddlaren på en begränsad tid ska utföra olika trick på en våg eller vals, ofta mycket spektakulärt och intensivt. Även om freestyle räknas som en tävlingsgren så ägnar sig många åt sporten som ren rekreation, för skojs skull eller för "kicken". Svenska Kanotförbundet har ett freestylelandslag.
Det finns en stor mängd olika namngivna trick. I tävlingssammanhang blir paddlaren bedömd av 2 eller 3 domare och får poäng för de trick han eller hon lyckas genomföra utan att åka av vågen eller valsen. Varje trick är poängsatt efter svårighetsgrad och bonuspoäng kan delas ut om ett trick är exceptionellt väl utfört. Tricken kan delas in i tre grupper: horisontella, vertikala och aerials (luftburna trick). 
Freestyle går att utöva med i princip vilken typ av forskajak som helst, men många trick är mycket svåra (eller omöjliga) att genomföra i långa kajaker eller i kajaker med rund botten. En modern freestylekajak är tillverkad i stryktålig plast, är mycket kort (under 2 meter) och har platt botten. Många av de som tävlar internationellt använder kolfiberkajaker.